# Le Sang des Îles d'Or
Pour plus de détails, voir Fiche technique et Distribution.
Le Sang des Îles d'Or est un téléfilm français réalisé par Claude-Michel Rome, diffusé la première fois en 2017.

## Synopsis
Sandra Pantakidis a démissionné de la Police après qu'elle n'ait pas réussi à coincer l'assassin de sa filleule.
3 ans plus tard, alors que Sandra s'est reconvertie dans la plongée sous-marine, une deuxième jeune fille est enlevée et assassinée, selon le même mode opératoire.
Sandra se remet sur sa piste...

## Fiche technique
- Titre : Le Sang des Îles d'Or
- Réalisation : Claude-Michel Rome
- Scénario : Claude-Michel Rome d'après le roman de Jean-Marie Schneider
- Musique : Frédéric Porte
- Pays d'origine : France
- Genre : policier
- Date de la première diffusion : 2017

## Distribution
- Alexandra Vandernoot : Sandra Pantakidis
- Isabelle Vitari : Ariane Balestri
- Antoine Duléry : Arthur Balestri, ex-mari de Sandra et patron de restaurant
- Claudia Fortunato : Julia Montero, étudiante en droit et serveuse, disparue
- Alexis Loret : Emmanuel Goetz, le médecin légiste
- David Kammenos : Yann Tesla
- Avy Marciano : Frédéric Morand, ex-mari d'Ariane et dragueur
- Gérard Dubouche : Max Colonna
- Jean-Jérôme Esposito : Gilles Serva, le gendarme désagréable
- Nicolas Dromard : Philippe Leclère, le père d'Élodie, une précédente victime
- Bonnafet Tarbouriech : Jean-Louis Marchando, ancien maire
- Nicolas Sartous : Nicolas Florac, technicien médico-légal
- Laurent Suire : Divisionnaire Wurst
- Hayet Adrwich : Samira Elbrouz, ingénieur division chimie-analyse médico-légale
- Stéphanie Pareja : Nadine Servier
- Aude Candela : Maud, employée d'accueil au restaurant
- Coline D'Inca : Solenne Marchando, la fille de Jean-Louis, enceinte et morte accidentellement 1 mois avant l'enlèvement d'Élodie
- Jeanne-Marie Lavallée : Marie Montero, la mère de Julia
- Gilbert Landreau : Daniel Montero, le père de Julia
- Milo Brazzi : Lucas Montero